# Detrás de la verdad
Detrás de la verdad va ser un programa de televisió emès a 13 TV del 10 de març de 2014 al 20 de novembre de 2017. Estava presentat per Patricia Betancort i Ricardo Altable. Se centrava en el periodisme de recerca i en successos d'actualitat i s'emetia de dilluns a dijous a les 00:30h.

## Història
Detrás de la verdad es va estrenar el dilluns 10 de març de 2014 en horari late night, amb periodicitat diària i de la mà de Patricia Betancort i David Alemán. Després del seu bon acolliment i l'arribada de La goleada al late night de 13 TV, el programa va ser reubicat, passant a emetre's els dissabtes a les 22.00 hores i augmentant la seva durada de 75 minuts a 4 hores. No obstant això, aquest canvi no va ser ben rebut i poc després va tornar al seu horari habitual (mitjanit), reduint la seva durada i passant a emetre's els divendres i els dissabtes. El 12 de febrer va tornar al seu horari habitual emetent-se de dilluns a divendres a les 00.15 amb notables dades d'audiència.
En 2017 l'equip es va renovar amb la incorporació de Ricardo Altable per a acompanyar a Patricia Betancort i un renovat equip de col·laboradors.
Al novembre de 2017 van emetre imatges del vídeo del cas de violència sexual de "La Manada" (un succés molt mediàtic a Espanya) sense el consentiment de la víctima. La polèmica que va generar aquest fet va provocar la cancel·lació del programa.

## Format
Els continguts de Detrás de la verdad se centraven en la recerca dels successos d'actualitat del país. En el programa tenien cabuda les entrevistes, els reportatges de recerca i el debat.

## Equip del programa

### Presentadors
- Patricia Betancort i Ricardo Altable (De diluns a dijous)

### Col·laboradors
- Serafín Giraldo.
- Javier Negre.
- Marcos García Montes.
- Mónica González.
- José Cabrera.
- Patricia Alcaráz.
- Irene López Assor.
- Alfonso Merlos.
- Teresa Bueyes.
- Francisco Pérez Abellán.

## Enllaços exteros
- Web oficial > 13tv.es Arxivat 2017-09-27 a Wayback Machine.